# زمین‌لرزه ۱۹۲۰ تایوان
زمین‌لرزه تایوان در تاریخ ۵ ژوئن ۱۹۲۰ میلادی، برابر با ‎۱۵ خرداد ۱۲۹۹، ساعت ۴:۲۱:۳۵ به زمان یوتی‌سی در تایوان رخ داد. ژرفای این زلزله ۳۵ کیلومتر بود. بزرگی آن ۷٫۹ در مقیاس Mw اعلام شده‌است. زمین‌لرزه به وقت محلی در روز شنبه، ساعت ۱۲ روی داده و منطقه زمانی آن یوتی‌سی +۸ بوده‌است.
سازمان زمین‌شناسی آمریکا نیز جای این زمین‌لرزه را در مختصات ۲۳°۳۰′شمالی ۱۲۲°۴۲′شرقی / ۲۳٫۵°شمالی ۱۲۲٫۷°شرقی و بزرگی آنرا برابر با ۸ در مقیاس ریشتر اعلام کرده‌است.
شمار کشتگان زلزله حدود ۵ نفر بوده‌است. تعداد زخمیان ۲۰ نفر برآورده شده‌است.